# Jakub Świder Kruszewski
Jakub Świder Kruszewski z Kruszowa herbu Gryf (zm. w 1526 roku) – sędzia sieradzki w latach 1503–1526, podsędek sieradzki w latach 1498–1503.
Poseł województwa sieradzkiego na sejm piotrkowski 1504 roku.